# أحمد بن منجويه
أبو بكر أحمد بن علي بن محمَّد بن إبراهيم بن أحمد بن منجويه اليزدي الأصبهاني النيسابوري. توفي عام 428 هـ. أحد العلماء ومن رواة الحديث عند أهل السنة والجماعة.
كان أحد حفاظ زمانه، كتب الكثير وصنف على الصحيحين وعلى جامع أبي عيسى الترمذي، وجمع الأبواب وخرج الفوائد للمشايخ وانْتُخب عليهم، دخل نيسابور تاجرا في أيام شبابه وحياة أبي عمرو بن نجيد وأبي الحسن السراج ولم يكن قصده طلب الحديث، فكتب لأهل بلده عنهم الأمالي ولم يكتب لنفسه، وعاد إلى أصبهان فنشط لطلب الحديث فسمع بها من ابن المقرئ وطبقته، وعاد إلى نيسابور فسمع من أبي عمرو بن حمدان ولزم مسجد الحاكم أبي أحمد الحافظ واستفاد منه وأكثر السماع عنه وعن طبقته، وسمع بنسا مسند الحسن بن سفيان وأبي القاسم الفقيه، وخرج إلى هراة وما وراء النهر فكتب الكثير، ثم عاد إلى نيسابور واستوطنها واشتغل بالتصنيف والتخريج وصار من الحفاظ والأئمة المعروفين المذكورين في الصنعة، عقد مجلس الإملاء بعد موت أبي حازم العبدوي في مدرسة أبي سعد الزاهد في سكة خركوش فأملى سنين وقرئ عليه الكثير، وتخرج به جماعة من التلامذة، وظهرت بركة علمه وإتقانه وحفظه وحسن نصيحته ووفور ديانته، وبقي كذلك إلى أن توفي يوم الخميس الخامس من المحرم سنة ثمان وعشرين وأربعمائة.

## أقوال العلماء فيه
- قال الصفدي: «إمام كبير وحافظ مشهور ثقة صدوق.»[6]
- وقال أبو إسماعيل الأنصاري: «أبو بكر أحمد بن علي بن محمد بن إبراهيم الأصبهاني أحفظ من رأيت من البشر.»[5]
- وقال الذهبي: «كان إمامًا في هذا الشأن واسع الحفظ.»[7] وقال: «من الحفاظ الأثبات المصنفين.»[8]
- وقال السيوطي: «الحافظ البارع الإمام.»[9]

## شيوخه وتلاميذه
- شيوخه ومن روى عنهم:

سمع أبا بكر الإسماعيلي والحاكم أبا أحمد وأبا محمد عبد الله بن جعفر الأصبهاني وغيرهم.
- تلاميذه ومن روى عنه:

حدث عنه: أبو إسماعيل عبد الله بن محمد الأنصاري، وعبد الرحمن بن مندة، والحسن بن تغلب الشيرازي، وسعيد البقال، وعلي بن أحمد الأخرم، وأبو صالح المؤذن، وأبو بكر الخطيب، وأبو بكر البيهقي، وخلق.

## مؤلفاته
من أشهر كتبه كتاب (رجال صحيح مسلم)، وله مستخرجات على الصحيح وسنن أبي داود والترمذي.